# الکرس میلز (ویرجینیای غربی)
الکرس میلز، غرب ویرجینیا (به انگلیسی: Alkires Mills, West Virginia) یک منطقهٔ مسکونی در ایالات متحده آمریکا است که در ویرجینیای غربی واقع شده‌است.

## خصوصیات
الکرس میلز ۳۲۷٫۰۵ متر بالاتر از سطح دریا واقع شده‌است.